# Людина із заліза
 «Людина із заліза» (пол. Człowiek z żelaza) — польський кінофільм 1981 року поставлений режисером Анджеєм Вайдою. Фільм здобув Золоту пальмову гілку 34-го Каннського кінофестивалю (1981). У 1982 році стрічка була номінована на премію Оскар за найкращий фільм іноземною мовою . Фільм знятий в жанрі соціальної і політичної драми і є продовженням стрічки 1977 року «Людина з мармуру».

## Сюжет
Дія фільму відбувається на початку 80-х років в комуністичній Польщі, охопленій страйковим рухом. Радіожурналіст Вінкель (Маріан Опаня) отримує завдання зробити компрометуючий репортаж про робітника гданської корабельні, лідера страйкового комітету Мацєка Томчика (Єжи Радзивілович). Батько Мачея був убитий під час робітничих виступів у грудні 1970 року. В процесі підготовки репортажу Вінкель зустрічається з людьми, що добре знають Томчика, у тому числі з його дружиною Агнешкою (Крістіна Янда), заарештованою владою. Лояльність режиму самого журналіста піддається випробуванню.

## У ролях
| Єжи Радзивілович    | … | Мацєк Томчик/Матеуш Біркут        |
| Кристина Янда       | … | Агнешка                           |
| Маріан Опаня        | … | Вінкель                           |
| Ірена Бирска        | … | мати Веслави Хулевич              |
| Веслава Космальська | … | Веслава Хулевич                   |
| Богуслав Лінда      | … | Дзідек                            |
| Лех Валенса         | … | Лех Валенса                       |
| Анна Валентинович   | … | Анна Валентинович                 |
| Франтішек Тшецяк    | … | Бадецький                         |
| Януш Гайос          | … | заступник директора Радіокомітету |
| Анджей Северин      | … | капітан Вірський                  |
| Марек Кондрат       | … | Гженда                            |
| Єжи Треля           | … | Антоняк                           |
| Кшиштоф Янчар       | … | «Криска»                          |
| Христина Захватович | … | Ханка Томчик                      |
| Богуслав Собчук     | … | редактор телебачення              |

## Знімальна група
- Автор сценарію — Александр Сцибор-Рильський
- Режисер-постановник — Анджей Вайда
- Композитор — Анджей Кожиньський
- Оператор — Едвард Клосинський
- Монтаж — Галина Пругар-Кетлінг
- Художник-постановник — Аллан Старський
- Художник-декоратор — Магдалена Діпон
- Художник по костюмах — Веслава Старська

## Цікаві факти
- У фільмі були використані документальні кадри страйків на гданській судноверфі в 1980 році.
- У епізодах стрічки в ролях самих себе знялися засновники руху «Солідарність» — Лех Валенса і Анна Валентинович.
- Фільм було закінчено виробництвом за декілька годин до його прем'єри на Каннському кінофестивалі 1981 року.

## Нагороди та номінації
| Нагороди та номінації фільму «Людина із заліза» | Нагороди та номінації фільму «Людина із заліза» | Нагороди та номінації фільму «Людина із заліза» | Нагороди та номінації фільму «Людина із заліза»                                   | Нагороди та номінації фільму «Людина із заліза» | Нагороди та номінації фільму «Людина із заліза» |
| Рік                                             | Кінофестиваль/кінопремія                        | Категорія/нагорода                              | Номінант                                                                          | Результат                                       |                                                 |
| ----------------------------------------------- | ----------------------------------------------- | ----------------------------------------------- | --------------------------------------------------------------------------------- | ----------------------------------------------- | ----------------------------------------------- |
| 1981                                            | Каннський міжнародний кінофестиваль             | Золота пальмова гілка                           | Людина із заліза                                                                  | Перемога                                        |                                                 |
| 1981                                            | Каннський міжнародний кінофестиваль             | Приз екуменічного журі                          | Людина із заліза                                                                  | Перемога                                        |                                                 |
| 1981                                            | Міжнародний кінофестиваль у Чикаго              | Золотий Г'юго за найкращий художній фільм       | Людина із заліза                                                                  | Номінація                                       |                                                 |
| 1981                                            | Спільнота кінокритиків Нью-Йорка                | Найкращий іноземний фільм                       | Людина із заліза                                                                  | 2-е місце                                       |                                                 |
| 1981                                            | Спільнота кінокритиків Нью-Йорка                | Спеціальна нагорода                             | Анджей Вайда (За артистизм і незалежність духу, продемонстрованих в його фільмах) | Перемога                                        |                                                 |
| 1981                                            | Кінофестиваль у Гдині                           | Нагорода «Солідарності»                         | Людина із заліза                                                                  | Перемога                                        |                                                 |
| 1982                                            | Премія «Оскар»                                  | Найкращий іноземний фільм                       | Людина із заліза                                                                  | Номінація                                       |                                                 |
| 1982                                            | Премія «Сезар»                                  | Найкращий фільм іноземною мовою                 | Людина із заліза                                                                  | Номінація                                       |                                                 |
| 1982                                            | Лондонське коло кінокритиків                    | Найкращий іноземний фільм року                  | Людина із заліза                                                                  | Перемога                                        |                                                 |
| 1982                                            | Лондонське коло кінокритиків                    | Режисер року                                    | Анджей Вайда                                                                      | Перемога                                        |                                                 |